# Apodemia duryi
Apodemia duryi, conhecida geralmente como o Organ Mountain metalmark é uma espécie de borboleta na família conhecida como Riodinidae. Ela pode ser encontrada na América do Norte.
O número MONA ou Hodges de Apodemia duryi é 4402.3.